# Kupferhof Rosenthal

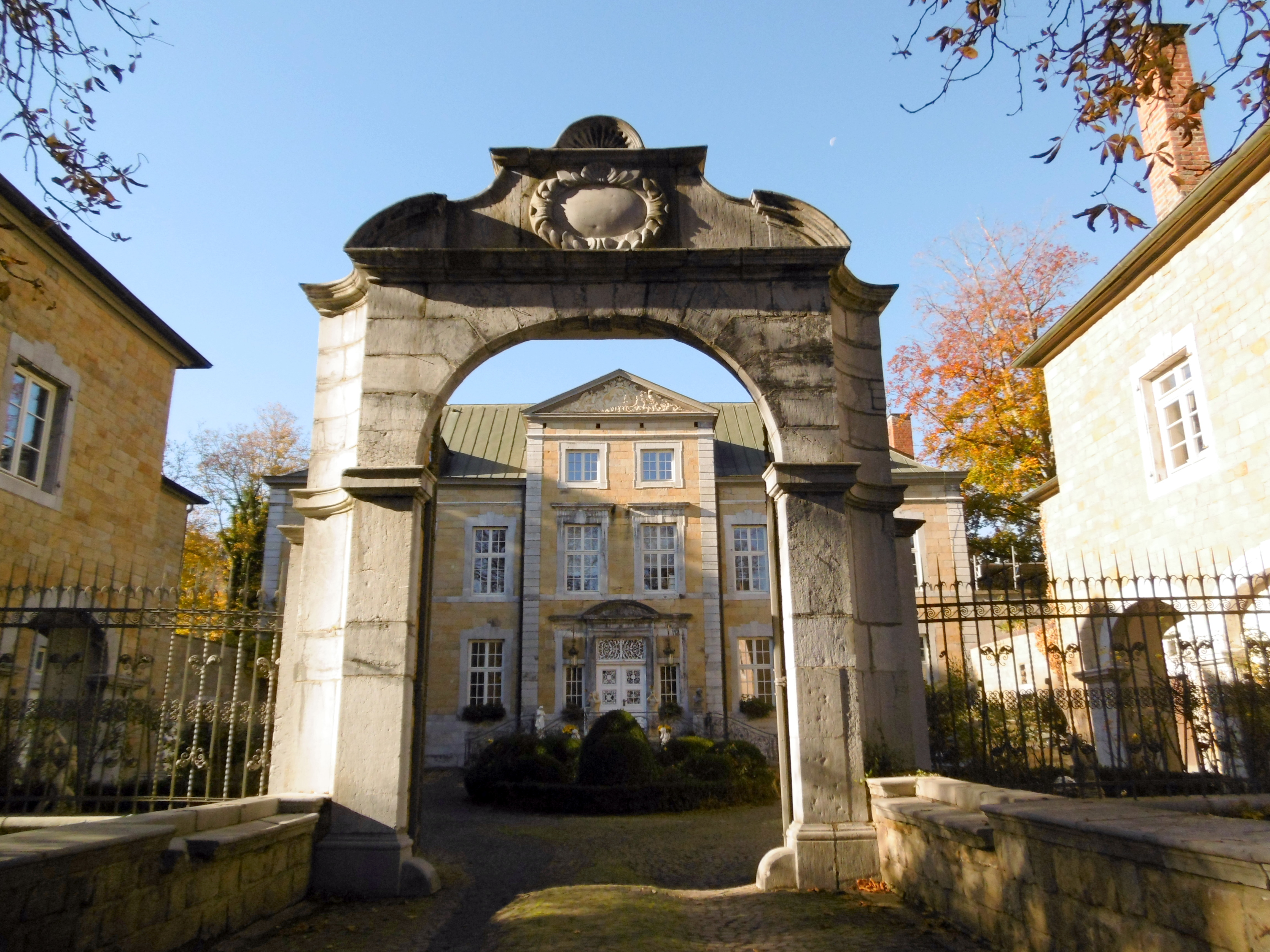
Kupferhof Rosental

Der Kupferhof Rosenthal (Neuere Schreibweise: „Rosental“) ist einer von mehr als zehn ehemaligen Kupferhöfen in der Oberstadt von Stolberg im Rheinland an der heutigen Rathausstraße. Er wurde im Jahr 1724 im Auftrag von Johannes Schleicher (1676–1750) durch den Baumeister Tillmann Roland (1702–1762) aus Kornelimünster im barocken Stil erbaut und 1986 unter Denkmalschutz gestellt.

## Geschichte
Die Kupfermeisterfamilie Schleicher kam ursprünglich aus Aachen und lebte bereits seit Ende des 16. Jahrhunderts in Stolberg, wo sie unter anderem die Kupferhöfe Schleicher (später Adler-Apotheke), Schart, Knautzenhof und Bernardshammer aufgebaut hatten. Johannes Schleicher stammte aus dem Zweig der Familie, die den Bernhardshammer bewirtschaftete und machte sich 1724 durch den Bau des Kupferhofes Rosenthal selbstständig. Da sein Betriebsgelände abseits des Vichtbaches lag, von dem der neue Kupferhof sein Wasser bezog, musste Schleicher einen Wassergraben anlegen, der durch den Ellermühlenteich und einen Kanal, der vom Vichtbach abzweigte, gespeist wurde. 
Das prachtvolle Anwesen entsprach durchaus der gesellschaftlichen Stellung der Kupfermeisterfamilie Schleicher, die bis in höchste Kreise des deutschen Hochadels akzeptiert wurde. So war beispielsweise unter anderem der Kurfürst Clemens August von Bayern anlässlich einer Reise nach Aachen im Juli 1738 Gast auf dem Kupferhof Rosenthal.
Da Johannes keine eigene Söhne hatte, die den Hof übernehmen konnten, erbte sein Vetter Matthias Schleicher (1723–1778), Sohn von Leonhard Schleicher (1693–1745) auf dem Bernhardshammer, den Hof Rosenthal, der diesen später seinem Sohn Leonhard Schleicher (1749–1828) übertrug. Da auch Letzterer keine Söhne bekam, ging der Kupferhof im Jahr 1830 anlässlich der Heirat mit Leonhards Tochter Catharine Gertrud Schleicher (1790–1850) an seinem Schwiegersohn Richard Lynen (1783–1857) über, der nach dem Tod seiner Frau alleiniger Besitzer wurde.
In der Folgezeit verblieb der Kupferhof Rosenthal bis zum Ende des 20. Jahrhunderts im Besitz der Familie Lynen, wobei zunächst Richards Sohn Gustav Adolf Lynen (1812–1879), danach dessen Sohn Georg Viktor Lynen (1842–1911) und anschließend Georgs Sohn Arthur William Lynen (1874–1957) den Hof erbten, ohne ihn als Kupferhof zu bewirtschaften. Letzterer sorgte durch geeignete Umbaumaßnahmen für dessen moderne Bewohnbarkeit. Er hinterließ den Kupferhof Rosenthal seinen drei Kindern, die ihn als Erbengemeinschaft erhielten und 1996 an eine Bauherrengemeinschaft verkauften. Nach einigen weiteren Eigentümerwechseln kam Rosenthal in den Besitz der derzeitigen Eigentümerinnen und wird heutzutage als Veranstaltungsort für Tagungen, Seminare oder Familienfeierlichkeiten genutzt.
Der Kupferhof Rosenthal war u. a. Drehort für den Film Catweazle mit Otto Waalkes, der im Jahr 2021 erschienen ist.

## Charakteristik

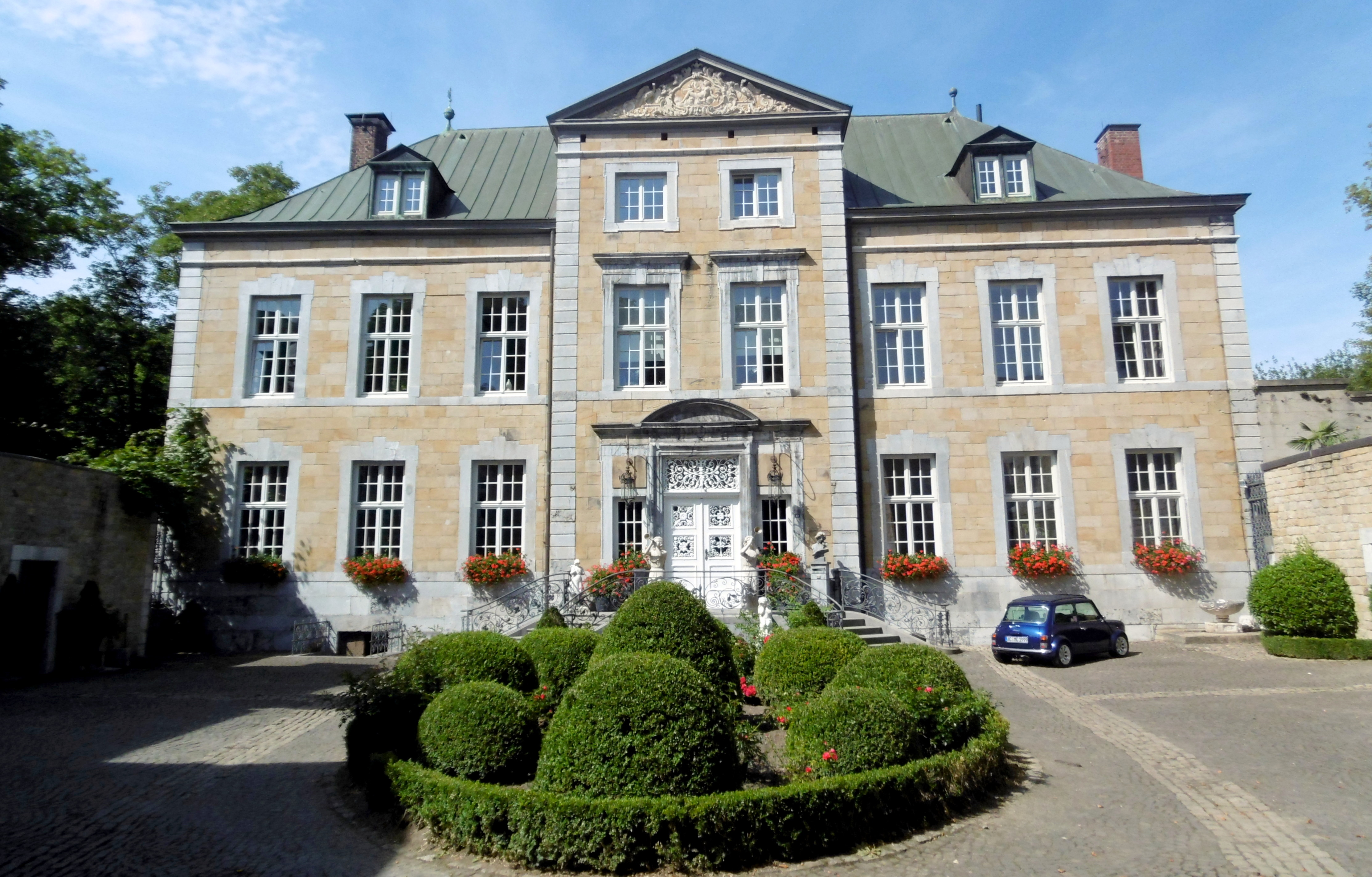
Herrenhaus

Der vollständig im Stil des Barocks erbaute Kupferhof Rosenthal unterscheidet sich von den sonst in Stolberg üblichen Kupferhöfen durch seine strikte Trennung von Herrenhaus und seinem ehemaligen Betriebshof, der heute unter anderem als Ärztehaus dient. Augenfang ist das zweigeschossige achtachsige Herrenhaus mit dreigeschossigem zweiachsigem Mittelrisalit, das von einem Walmdach mit je einer Dachgaube pro Seite abgedeckt ist. Im Giebeldreieck des Mittelrisalits ist ein eindrucksvoll gestaltetes Stuckrelief eingelassen, das wegen seiner Ostausrichtung Aurora, die Göttin der Morgenröte, mit ihrer Fackel als kennzeichnendes Attribut darstellt. Eine geschwungene Freitreppe am Fuße des Mittelrisalits führt zum großen Portal, das von einer weißen zweiflügeligen schweren Holztür mit verziertem Oberlicht und zwei seitlichen Gitterfenstern geprägt wird.
Eine weitere Besonderheit dieses Kupferhofs besteht darin, dass das Herrenhaus mit Steinplatten aus zart-gelbem Kalkmergel verblendet ist und die Fassadengliederung wie beispielsweise die Fenster- und Türeinfassungen sowie die Abschlusskanten des Mauerwerks mit heimischem Blaustein ausgestaltet ist.
Die Zufahrt zur Kupferhofanlage erfolgt entlang der Symmetrie-Achse des Herrenhauses durch ein mächtiges barockes Brückentor, das auf einen früheren und nur noch rudimentär erkennbaren Wassergraben hinweist, der allerdings weniger eine Schutzfunktion zu erfüllen hatte, sondern vielmehr als Reservoir für das Antriebswasser der Dampfmaschinen und als dekoratives Gestaltungselement diente.